# Кейт, Джеймс Иэн, 12-й граф Кинтор
Джеймс Иэн Кейт, 12-й граф Кинтор (англ. James Ian Keith, 12th Earl of Kintore; 25 июля 1908 — 1 октября 1989) — шотландский дворянин и пэр. Он был известен как виконт Стоунхейвен с 1941 по 1974 год и вождь клана Кейт с 1974 года.

## Происхождение и образование
Родился 25 июля 1908 года под именем Джеймс Иэн Бэрд 25 июля 1908 года, но обычно носил второе имя Иэн. Старший сын генерал-губернатора Австралии и министра транспорта Джона Бэрда, 1-го виконта Стоунхейвена (1874—1941), и Этель Сидни Кейт-Фальконер, 11-й графини Кинтор (1874—1974).
Его дедушкой и бабушкой по отцовской линии были сэр Александр Бэрд, 1-й баронет (1849—1920), и достопочтенная Аннет Мария Палк (дочь Лоуренса Палка, 1-го барона Хэлдона). Его бабушкой и дедушкой по материнской линии были Элджернон Кейт-Фальконер, 9-й граф Кинтор (1852—1930), и леди Сидни Шарлотта Монтегю (старшая дочь Джорджа Монтегю, 6-го герцога Манчестера, и его второй жены, Харриет Сидни Доббс, пятой дочери Конвея Ричарда Доббса).
В юности он работал подсобным рабочим в Великобритании и Канаде. Он получил образование в Итонском колледже, а затем поступил в Королевскую горную школу при Имперском колледже Лондона. Позже он был зарегистрирован в качестве ассоциированного члена Института инженеров-строителей.

## Карьера
20 августа 1941 года после смерти своего Джеймс Иэн Бэрд унаследовал титулы 2-го виконта Стоунхейвена, 2-го барона Стоунхейвена из Ури в графстве Кинкардиншир и 3-го баронета Бэрда из Ури в графстве Кинкардиншир (Пэрство Соединённого королевства).
Во время Второй мировой войны он поступил на службу в Королевскую морскую пехоту и дослужился до чина майора. С 1947 по 1952 год лорд Стонхейвен жил в Южной Африке, а затем вернулся, чтобы управлять семейным поместьем в Рикартоне. В 1954 году он занимал должность члена Совета графства Кинкардиншир и должность заместителя лейтенанта Кинкардиншира в 1959 году.
В 1965—1976 года — вице-лорд-лейтенант графства Хэмпшир.
26 мая 1966 года его дядя по материнской линии Артур Джордж Кейт-Фальконер, 10-й граф Кинтор (1879—1966), скончался бездетным. После его смерти новой (11-й) графиней Кинтор стала Этель Кейт-Фальконер, мать Иэна. В следующем 1967 году лорд Стоунхейвен юридически изменил свою фамилию с Бэрд на Кейт, по решению представителя суда Льва 28 июня 1967 года.
21 сентября 1974 года после смерти своей матери Иэн Кейт унаследовал титулы 12-го графа Кинтора (Пэрство Шотландии) и 12-го лорда Кейта из Инверури и Кейт-Холла (Пэрство Шотландии). Он также занимал должность члена регионального совета Грампиана в 1974 году. Он был принят в Королевскую роту лучников.
В 1978 году вождь клана Кейт и лидер клана Ганн подписали мирный договор на месте часовни Святого Тейрса, положив конец вражде между двумя кланами, которая началась в 1478 году.

## Брак и дети
5 марта 1935 года лорд Кинтор женился на Делии Вирджинии Лойд (12 сентября 1915 — 10 января 2007), единственной дочери Уильяма Льюиса Браунлоу Лойда и достопочтенной Беттин Генриетты Кнатчбулл-Хугессен (второй дочери Эдварда Кнатчбулл-Хугессена, 2-го барона Брабурна). У супругов было трое детей:
- Леди Диана Элизабет Вирджиния Сидни Кейт (род. 22 июня 1937), вышедшая замуж за Джона Фрэнсиса Холмана из Рикартона (1924—2015), старшего сына Александра МакАртура Холмана из Джерси, Нормандские острова[1].
- Майкл Каннинг Уильям Джон Кейт, 13-й граф Кинтор (22 февраля 1939 — 30 октября 2004), который женился на Мэри Плам, дочери командира эскадрильи Элиши Гэддиса Плама, проживавшей в Рамсоне, штат Нью-Джерси[1].
- Достопочтенный Александр Дэвид Кейт (род. 21 апреля 1946), который получил образование в Tabley House School и в 2003 году проживал по адресу 2 Tilquhillie Place, Banchory[1].

Лорд Кинтор скончался 1 октября 1989 года. Ему наследовал его старший сын Майкл Кейт, 13-й граф Кинтор.